# ترويض النمرة

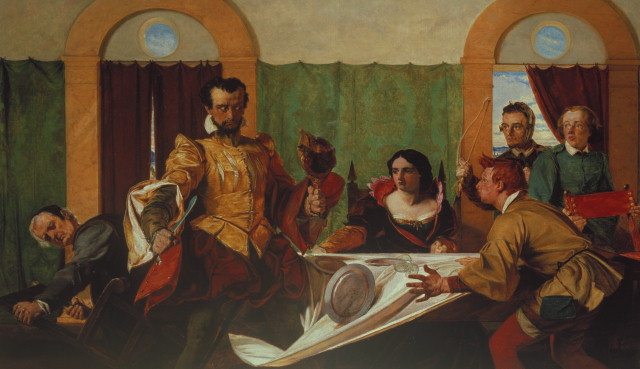

ترويض النمرة أو كاثرين الشرسة هي رواية من أبسط كتابات شكسبير التي تعبر عن المرأة بوجهيها الرقة والعنف وتتحدث عن تاجر ثري لديه ثلاث بنات جميلات أكبرهن وأجملهن كاثرين وقد توفيت زوجته وهن صغيرات السن، وقد عرفت كاثرين الجميلة بكاثرين الشرسة أو المجنونة لانفعالاتها الشديدة بتكسير الأثاث وكل ما يعترض طريقها كلما تقدم عريس لخطبته، وقد زادها عنفها شهرة وانقطع الخاطبون عنها وبذلك أضرت بأختيها الرقيقتين لرفض أبيها تزويجهما قبل كبيرته كاثرين.
فاضطر الأب المسكين إلى نشر إعلان في البلدة بأنه سيدفع مبلغاً كبيراً لمن تقبل كاثرين به زوجاً فسمع بذلك تاجر شاب غني معروف بحبه للمال وزيادته رغم غناه وسمع عن جمال كاثرين وثرائها فتقدم لخطبتها
وكالعادة ثارت كاثرين في وجهه فثار كذلك كالمجنون لكى تخاف وقام بحركات بهلوانية أرعبتها بالفعل
فدخل وقال لأبيها إن ابنتك الرقيقة قد قبلت بالزواج مني وكاثرين مرعوبة أن تنطق
وقد تم واستطاع بتريشيو بتحويل كاثرين الشرسة إلى كاثرين المطيعة بحيله وعنفه تارة وادعائه الجنون مرة أخرى وتجريدها من الرفاهية لتصبح بذلك أرق وأكثر بنات ابيها طاعة مما دفع أبوها لزيادة إرثها للضعف قائلاً إن كاثرين أصبحت امرأة جديدة بإرث جديد.

## وصلات خارجية
- نسخة مترجمة لمسرحية ترويض النمرة من قبل مؤسسة هنداوي للتعليم والثقافة